# Lucy Ackerknecht

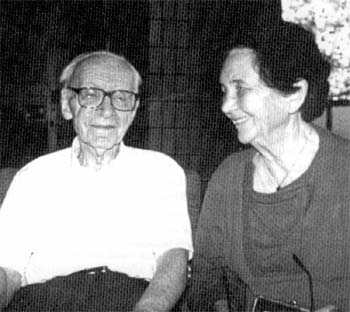
Lucy Ackerknecht mit Kurt Adler

Lucy Ackerknecht (* 27. Juli 1913 in Berlin; † 12. November 1997 in Oakland) war eine deutsche Psychotherapeutin und Autorin.

## Leben
Lucy Ackerknecht war eine Wegbereiterin der Individualpsychologie in Deutschland. Nach Hitlers Machtantritt musste sie als Vorstandsmitglied der SAJ (Jugendorganisation der SPD) fliehen. Ihre Emigration führte sie über England und Frankreich in die USA. Als studierte Anthropologin und Psychologin absolvierte sie bei Alexander Müller, einem Schüler von Alfred Adler, ihre individualpsychologische Psychoanalytikerausbildung. 
Während ihrer Tätigkeit als Professorin an der kalifornischen John-F.-Kennedy-Universität und als Leiterin des Psychologie-Departments gründete sie 1966 das international arbeitende Western Institute for Research and Training in Humanics (WIRTH), ein Ausbildungsinstitut für Psychoanalytiker, Psychotherapeuten und Berater. 1967 hielt sie auf Anfrage der „Deutschen Alfred Adler Gesellschaft“ die ersten Nachkriegskurse in Individualpsychologie in der BRD für angehende Berater und Psychotherapeuten ab und war damit maßgeblich an der Ausbildung der ersten Nachkriegsgeneration der Individualpsychologen in Deutschland beteiligt.
Lucy K. Ackerknecht war eine überzeugte Individualpsychologin der traditionellen Adlerschen Schule und unterrichtete ihre Schülerinnen und Schüler in diesem Sinne. Sie lehnte, wie Alfred Adler, eine Annäherung an die Psychoanalyse Freuds stets ab. Sie lehrte als Licensed Clinical Psychologist, Licensed School Psychologist, Licensed Marriage, Family and Child Counselor, Certified Adlerian Training Analyst und Certified Psychoanalytic Training Analyst sowohl in den USA als auch in Deutschland, Luxemburg, Österreich und der Schweiz.
Sie starb am 12. November 1997 in ihrer Wahlheimat Kalifornien.

## Schriften
- Life-Meanings of Future Teachers. A Value Study, New York 1964.
- Individualpsychologische Kinder- und Jugendpsychotherapie. Reinhard, München, Basel 1982, ISBN 978-3497009893.
- Marathon, Adlerian Style. In: Journal of Individual Psychology. Vol. 27, 176/180, 1971.
- Involvement as Leitmotif of a Psychotherapeutic Practice. In: The Individual Psychologist. Vol. IX, Nr. 1, Mai 1972.
- Family Counseling in Schools and Child Care Centers. In: The Marriage & Family Counselors Quarterly. Vol. 8, No. 2, 1973.
- Frühe Kindheitserinnerungen und ihre Bedeutung für die Lebensstilanalyse. In: Zeitschrift für Individualpsychologie. 3. Jahrgang. 1978.
- Creative Dream Work in High and Low Synergy Cultures. In: Individual Psychology. Journal of Adlerian Theory, Research & Practise. Vol. 41, No. 3, 9/1985.
- The Changing Situation of the Elderly in Present -Day-Society. In: International Journal of Individual Psychology and Comparative Studies. Vol. 1, No. 1, Juli 1991
- Lebensstilveränderungen als Neuwertung der fiktionalen Welt. In: Humanistische Psychologie. Halbjahrbuch 2/1997, 20. Jahrgang, Aspekte angewandter Individualpsychologie, ISBN 3-923636-24-5.
- Ackerknecht, Lucy K., Thomas Kopetzky, Bernd Kowol, Klaus Lumma, Hedwig Schlaghecken, Maatje Suzanna Quaak, Brigitte Vielhaus: Revival zu Adlers Sozialpsychologie In: Humanistische Psychologie Halbjahrbuch 2/1997, 20. Jahrgang, Aspekte angewandter Individualpsychologie, ISBN 3-923636-24-5.